# Rütli

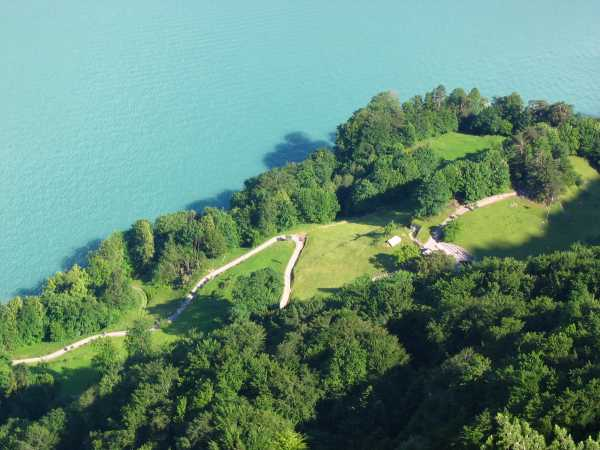
De Rütli gezien vanaf Seelisberg

De Rütli (in het Frans en Italiaans: Grütli) is een alpenweide in gemeente Seelisberg in het kanton Uri in Zwitserland. Het ligt direct aan de Urnersee, de zuidelijke uitloop van het Vierwoudstrekenmeer. Met deze weide is de legende van de stichting van Zwitserland verbonden. Volgens de overlevering werd hier de Rütlischwur (Rütli-eed) gezworen tussen de woudkantons Uri, Schwyz en Unterwalden om elkaar te verdedigen tegen aanvallen. Deze gebeurtenis vond volgens de 16e-eeuwse Zwitserse historicus Aegidius Tschudi plaats op 8 november 1307.
Of de Rütli-eed daadwerkelijk heeft plaatsgevonden is niet duidelijk; wel is zeker dit in deze periode een aantal verdragen tussen de drie kantons gesloten werden, waaronder de Bondsbrief van 1291.
De Rütli-alpenweide is sindsdien altijd een symbool van het Oerzwitserland gebleven. Inmiddels wordt daar vrijwel elk jaar een bijeenkomst ter viering van de nationale feestdag van Zwitserland gehouden. Een zeer belangrijke toespraak werd hier gehouden door generaal Henri Guisan tijdens de Tweede Wereldoorlog.
Het woord "Rütli" betekent oorspronkelijk een gebied waar de bomen geveld zijn. Het is een gangbare naam voor weilanden in Duits-Zwitserland.